# Tina Wood
Tina Wood (ur. 23 grudnia 1969) – australijska judoczka.
Złota medalistka mistrzostw Oceanii w 1990. Wicemistrzyni Australii w 1990, 1991 i 1992 roku.